# Malika Oufkir
Malika Oufkir (Marrakech, 2 aprile 1953) è una scrittrice marocchina, ex "desaparecida".
È figlia del generale Mohamed Oufkir e cugina dell'attrice e scrittrice marocchina Leila Shenna.

## Storia
Il generale Mohamed Oufkir fu braccio destro del re del Marocco Hassan II (e figura più potente del paese, dopo il re) durante gli anni '60 ed i primi anni '70. Dopo un tentativo fallito di colpo di Stato nel 1972, Oufkir venne arrestato e giustiziato, e l'intera sua famiglia fu inviata, senza alcun processo, in una prigione segreta nel deserto del Sahara, in condizioni di estrema durezza. Malika Oufkir e la famiglia passarono 24 anni in totale in prigione, prima di evadere, detenuti agli arresti domiciliari e infine fuggiti in Francia.

## Pubblicazioni
Malika ha pubblicato un racconto della propria esperienza in prigione, dal titolo Vite rubate: venti anni in una prigione nel deserto, scritto insieme alla scrittrice francese Michèle Fitoussi.
Altri libri pubblicati:
- Malika Oufkir e Michèle Fitoussi (2000), La prisonnière, Editions LGF (ISBN 2-253-14884-9)
- Fatima Oufkir (2001), Les jardins du roi, Editions LGF (ISBN 2-253-15041-X)
- Malika Oufkir (2006), L'étrangère, Editions Grasset (ISBN 2-246-70901-6)

| Controllo di autorità | VIAF (EN) 117100681 · ISNI (EN) 0000 0001 1455 7377 · LCCN (EN) n99042111 · GND (DE) 121448371 · BNE (ES) XX1452427 (data) · BNF (FR) cb135229166 (data) · J9U (EN, HE) 987007266239605171 · NDL (EN, JA) 00818813 |